# Campionati mondiali di sci nordico 1927
I Campionati mondiali di sci nordico 1927, quarta edizione della manifestazione, si svolsero dal 2 al 5 febbraio a Cortina d'Ampezzo, in Italia, e contemplarono esclusivamente gare maschili. Vennero assegnati quattro titoli.
La gara più breve dello sci di fondo venne riportata da 30 a 18 km, abbandonando la variazione introdotta ai Mondiali dell'anno precedente; la distanza dei 30 km venne reintrodotta solo con i Mondiali del 1954.

## Risultati

### Combinata nordica
| Posizione | Atleta          | Nazione        | Punti  |
| --------- | --------------- | -------------- | ------ |
| 1         | Rudolf Burkert  | Cecoslovacchia | 17,947 |
| 2         | Otakar Německý  | Cecoslovacchia | 17,645 |
| 3         | František Wende | Cecoslovacchia | 17,489 |
| 4         | Adolf Rubi      | Svizzera       | -      |
| 5         | Bronisław Czech | Polonia        | -      |
| 5         | Hugo Hörtnagel  | Germania       | -      |

2 febbraio

Trampolino: Italia NH

Fondo: 18 km

### Salto con gli sci
| Posizione | Atleta          | Nazione        | Punti  |
| --------- | --------------- | -------------- | ------ |
| 1         | Tore Edman      | Svezia         | 18,420 |
| 2         | Willen Dick     | Cecoslovacchia | 17,562 |
| 3         | Bertil Carlsson | Svezia         | 17,433 |
| 4         | Ernst Feuz      | Svizzera       | -      |
| 5         | František Wende | Cecoslovacchia | -      |
| 6         | Vitale Venzi    | Italia         | -      |

2 febbraio

Trampolino: Italia NH

### Sci di fondo

#### 18 km
| Posizione | Atleta           | Nazione        | Tempo   |
| --------- | ---------------- | -------------- | ------- |
| 1         | John Lindgren    | Svezia         | 1:23:55 |
| 2         | František Donth  | Cecoslovacchia | 1:29:42 |
| 3         | Viktor Schneider | Germania       | 1:30:47 |
| 4         | John Wikström    | Svezia         | -       |
| 5         | Gustav Müller    | Germania       | -       |
| 6         | Ernst Huber      | Germania       | -       |

3 febbraio

#### 50 km
| Posizione | Atleta          | Nazione        | Tempo   |
| --------- | --------------- | -------------- | ------- |
| 1         | John Lindgren   | Svezia         | 4:11:52 |
| 2         | John Wikström   | Svezia         | 4:29:57 |
| 3         | František Donth | Cecoslovacchia | 4:34:54 |
| 4         | Vincenzo Demetz | Italia         | -       |
| 5         | Hans Theato     | Germania       | -       |
| 6         | Joseph Německý  | Cecoslovacchia | -       |

5 febbraio

## Medagliere per nazioni
| Posizione | Nazione        | Oro | Argento | Bronzo | Totale |
| --------- | -------------- | --- | ------- | ------ | ------ |
| 1         | Svezia         | 3   | 3       | 1      | 7      |
| 2         | Cecoslovacchia | 1   | 3       | 2      | 6      |
| 3         | Germania       | 0   | 0       | 1      | 1      |